# مجموعة المبروك
مجموعة المبروك، مجموعة متعددة النشاطات تعد من أكبر الشركات التونسية. يرتكز نشاطها أساسا على ثلاثة قطاعات: المساحات التجارية الكبرى، الصناعات الغذائية وتجارة السيارات.

## تاريخ
ترجع جذور الشركة إلى مصنعين لتصبير السردينة في المهدية أسسها علي المبروك سنة 1948. سنة 1956 قام المبروك بشراء مصنع لصناعة البسكويت قبل أن ينشأ سنة 1974 مصنعا للشوكولاتة. أخذت المجموعة حجمها الحالي سنة 1999 بعد سيطرتها على شركة مونوبري للسوبرماركات. سنة 2001 قامت المجموعة بشراء شركة المحرك، موزع مرسيدس وفيات في تونس. سنة 2005 أطلقت المجموعة هيبرماركت جيان، وهو الثاني من نوعه في تونس بعد هيبرماركت كارفور التابع لشركة أوليس للصناعة والتجارة التي يرأسها توفيق الشايبي. في أكتوبر 2007 أعلنت المجموعة نيتها بناء فندقين خمسة نجوم، واحد في جهة ڨمرت والآخر في منطقة الحمامات. تملك المجموعة أكبر حصة (21%) في بنك تونس العربي الدولي أكبر بنك خاص في البلاد. يدير المجموعة أبناء علي المبروك: محمد علي (رئيس)، مروان (صهر الرئيس السابق زين العابدين بن علي) وإسماعيل. بلغت إيرادات سنة 2005 المجموعة 600 مليون دينار تونسي. وفي نوفمبر 2023، سُجن مروان مبروك على ذمة التحقيق في شبهات فساد مالي في تسيير شركة صادرتها الدولة التونسية.